# Gourgé
Gourgé là một xã trong tỉnh Deux-Sèvres trong vùng Nouvelle-Aquitaine ở phía tây nước Pháp. Xã này nằm ở khu vực có độ cao trung bình 122 mét trên mực nước biển. Xã này có khoảng cách 10 km so với Parthenay.
Ở đây có nhà thờ thế kỷ 9, một cầu La Mã bắc qua sông Thouet..
- Thouet river